# 盐湖 (乌鲁木齐)
盐湖，也称达坂城东盐湖，位于中华人民共和国新疆维吾尔自治区乌鲁木齐市达坂城区南部盐湖街道（盐湖片区管委会）的一个内陆咸水湖。湖水主要依赖周边小河地表水、地下水补给，湖泊面积约37千米，湖面海拔1070米。富含芒硝、石盐等资源。湖滨现已开辟为景区，被称为“中国死海”。
达坂城东盐湖的一级流域为内流区诸河，二级流域为准葛尔内流区。